# Mau egípcio
O Mau Egípcio é uma raça de gato que descende de animais originários do Antigo Egipto. Podem ser vistos em papiros e construções egípcias anteriores a 1000 a.C.
A raça esteve perto da extinção, no entanto, têm sido feitos cruzamentos na Europa para se criarem gatos que apresentem os padrões da antiga raça.
O seu aspecto é perfeitamente balanceado entre esbelto e roliço. A sua cabeça triangular é levemente arredondada. O focinho não é pontudo e os seus olhos são oblíquos, de formato oval, geralmente de cor verde. Existem três cores, tendo exemplares prata, bronze e preto fosco. A cor principal é composta de pelos listrados com pontas pretas. Pelo menos duas listras devem ser visíveis em cada pelo. A coloração preta pode modificar para um marrom claro se o gato for exposto ao sol forte por muito tempo. Todas as pigmentações possuem a usual padronagem malhada associada aos tabbies. As próprias manchas devem ser claramente definidas. As malhas são redondas e distribuídas de modo uniforme por todo o corpo do gato. Há também os chamados "botões de colete" no peito e barriga. Em filhotes recém-nascidos, as malhas são menos definidas. O contraste na coloração leva até dois anos para desenvolver-se completamente. A base dos pelos é esbranquiçada e as pontas pretas, criando um contraste quando o gato se mexe.